# Sarra Besbes
Sarra Besbes –en árabe, سارة بسباس– (Abu Dabi, 5 de febrero de 1989) es una deportista tunecina que compite en esgrima, especialista en la modalidad de espada. Ganó una medalla de bronce en el Campeonato Mundial de Esgrima de 2015 en la prueba individual.

## Palmarés internacional
| Campeonato Mundial | Campeonato Mundial | Campeonato Mundial | Campeonato Mundial |
| Año                | Lugar              | Medalla            | Prueba             |
| ------------------ | ------------------ | ------------------ | ------------------ |
| 2015               | Moscú (Rusia)      | Medalla de bronce  | Espada individual  |